# Три дні спекотного літа
«Три дні спекотного літа» (ცხელი ზაფხულის სამი დღე) — радянський художній фільм 1981 року, знятий режисером Мерабом Кокочашвілі на кіностудії «Грузія-фільм».

## Сюжет
Головний герой фільму – археолог, професор. У житті його все влаштувалося, і він, здавалося б, назавжди вирішив: що зроблено, те зроблено, а чого не вдалося, того й не надолужити. Але настає момент, коли йому доводиться переглянути звичні погляди та розпочати бій за свої наукові ідеї.
Три дні, протягом яких розгортається екранна дія, виявляються для нього часом важких рішень і серйозних вчинків, коли він розуміє, що часом добро має бути з кулаками, усвідомлює необхідність активної життєвої позиції. Професор змушений припинити розкопки одного з найдавніших поселень, виявлених на території Грузії. Відкриття поселення справило свого часу сенсацію у наукових колах. А тепер Сулхан має знову «поховати» його до часу, тому що коштів виділено дуже мало і розкопки доводиться вести застарілими методами, що приносить не користь, а шкоду науці. Усі його спроби домогтися додаткових коштів закінчуються невдачею. І ось настає день, коли на очах професора та його колег знову ховається під землею чудова сторінка історії цілого народу.

## У ролях
- Кахі Кавсадзе — старий археолог Сулхан (дублював Володимир Дружников)
- Нінель Чанкветадзе — Тамріко (дублювала Олена Чухрай)
- Рамаз Чхіквадзе — Гіві (дублював Артем Карапетян)
- Отар Літанішвілі — Ереклі (дублював Микола Граббе)
- Гія Перадзе — Леван (дублював Олександр Бєлявський)
- Ерлом Ахвледіані — Рамаз (дублював Ігор Ясулович)
- Суліко Жгенті — Важа (дублював Костянтин Тиртов)
- Мака Джорджадзе — Елісабед (дублювала Ніна Зорська)
- Абрек Пхаладзе — хормейстер (дублював Олег Голубицький)
- Ціціно Ціцішвілі — Ія (дублювала Ельза Леждей)
- Давид Чхіквадзе — роль другого плану
- Галина Берадзе — роль другого плану
- Лері Гапріндашвілі — роль другого плану
- Лілі Даровська — роль другого плану
- Тамар Двалішвілі — роль другого плану
- Рамаз Йоселіані — роль другого плану
- Мзія Маглакелідзе — роль другого плану
- Георгій Маргвелашвілі — роль другого плану
- Анна Ніжарадзе — роль другого плану
- Ека Перадзе — роль другого плану
- Нана Пірвелі — роль другого плану
- Берта Хапава — роль другого плану
- Марина Хонелідзе — роль другого плану
- Андро Чіаурелі — роль другого плану
- Г. Алавердашвілі — епізод
- А. Арвеладзе — епізод
- Н. Давліанідзе — епізод
- Н. Лазаріашвілі — епізод
- М. Ніжарадзе — епізод
- З. Патарідзе — епізод
- Ш. Цикурішвілі — епізод

## Знімальна група
- Режисер — Мераб Кокочашвілі
- Сценаристи — Ерлом Ахвледіані, Давид Джавахішвілі, Мераб Кокочашвілі
- Оператор — Георгій Герсамія
- Композитор — Нодар Мамісашвілі
- Художник — Георгій Мікеладзе